# Son of Babylon
Son of Babylon è un lungometraggio del 2010 diretto da Mohamed Al-Daradji.

## Trama
Il film è un "on the road" ambientato in Iraq pochi giorni dopo la caduta di Saddam Hussein.
Nonna e nipote affrontano un viaggio pericolosissimo dai territori curdi fino a Nassirya nella speranza di ritrovare il padre del bimbo prigioniero di Saddam. Arrivati a destinazione scoprono però l'orrore delle fosse comuni dove sono stati gettati centinaia di migliaia di cadaveri. Il senso di perdita e la disperazione li fa quasi impazzire dal dolore.

## Riconoscimenti
- 2010 - Festival internazionale del cinema di Berlino
  - Amnesty International Film Award
  - Peace Film Award)
- 2010 - Festival internazionale del cinema di Karlovy Vary
  - NETPAC Award
- 2010 - Raindance Film Festival
  - Miglior Film Straniero
- 2010 - Festival Internazionale del cinema delle Hawaii
  - Gran premio della giuria per il miglior lungometraggio
- 2011 - Festival del cinema africano, d'Asia e America Latina di Milano
  - Premio Città di Milano al lungometraggio più votato dal pubblico